# Диалекты корейского языка
У корейского языка существуют несколько диалектов по всему Корейскому полуострову. Рельеф полуострова преимущественно гористый, и «территория» каждого из диалектов приблизительно соответствует географическим регионам. Тем не менее географическая близость не всегда соотносится с диалектной: так, юкчинский диалект крайнего севера по историческим причинам больше похож на пхеньянский диалект, чем на окружающий его хамгёнский. Большая часть диалектов названа по именам Восьми провинций Кореи.
Литературный язык КНДР основан на пхеньянском диалекте, а литературный язык Республики Корея ― на сеульском диалекте. 

## Диалекты с государственным статусом
- Пхеньянский диалект — официальный язык КНДР. На нём говорят в Пхеньяне, регионе Квансо[англ.] и провинции Чагандо.
- Сеульский диалект — официальный язык Южной Кореи. На нём разговаривают в Сеуле, Инчхоне и провинции Кёнгидо в Южной Корее, а также в районе Кесон в КНДР.

## Региональные диалекты
- Чхунчхонский диалект[англ.] используется в регионе провинциях Чхунчхон-Намдо и Чхунчхон-Пукто Южной Кореи, включая города Тэджон.
- Канвонский диалект[англ.] используется в провинциях Канвондо в Северной и Южной Кореях.
- Кёнсанский диалект[англ.] используется в провинциях Кёнсан-Намдо и Кёнсан-Пукто (регион Йоннам), Южная Корея, а также в городах Пусан, Тэгу, и Ульсан.
- Хамгёнский диалект используется в провинциях Хамгён-Намдо, Хамгён-Пукто и Янгандо Северной Кореи.
- Юкчинский диалект исторической области Юкчин на крайнем севере Хамгён-Намдо[1].
- Диалект Хванхэ[англ.] используется в провинциях Хванхэ-Намдо и Хванхэ-Пукто Северной Кореи.
- Диалект Чолла[англ.] используется в провинциях Чолла-Намдо, Чолла-Пукто (регион Хонам) Южной Кореи, а также в городе Кванджу.
- Диалект Чеджу используется в провинции Чеджудо, а также на юго-западном побережье Южной Кореи. Настолько сильно отличается от остальных диалектов, что некоторыми лингвистами рассматривается как отдельный, близкородственный корейскому язык[2].

## Диалекты за пределами корейского полуострова
- Корё мар родственен Хамгёнскому диалекту КНДР, используется этническими корейцами стран бывшего Советского Союза (за исключением корейцев острова Сахалин, являющихся выходцами из южной части Кореи) — корё-сарам.
- Дзайнити — Корейский язык[англ.] (재일어 jaeil-eo; 재일조선어 jaeiljoseon-eo) — язык или диалект, на котором говорят корейцы в Японии, находящиеся под сильным влиянием японского языка.
- Диалект китайских корейцев[англ.] (중국조선어 jung-gugjoseon-eo) — корейцы в Китае используют диалект, почти идентичный Хамгёнскому диалекту в КНДР, но всё ещё есть некоторые различия, поскольку у первого относительно больше заимствованных слов из современного китайского языка.

## Классификация
- корейский язык
  - Западный
    - северо-западный
      - Пхеньянский диалект

    - центральный
      - Сеульский диалект (или также Кёнгинский диалект) (основа стандартного корейского)
      - Диалект Хванхэ[англ.]
      - Канвонский диалект[англ.]
      - Чхунчхонский диалект[англ.]

    - юго-западный
      - Диалект Чолла[англ.]
      - Диалект Чеджу

  - восточный
    - северо-восточный
      - Хамгёнский диалект
      - Юкчинский диалект

    - юго-восток
      - Кёнсанский диалект[англ.]
      - Ёндунский диалект

## Мёртвые языки средневековой Кореи
Языки средневековых царств Кореи — Силла, Пэкче и Когурё — по-видимому, находились в близком родстве с современным корейским языком, однако вопрос о степени родства каждого из указанных языков остаётся предметом дискуссий. В наибольшей степени от корейского языка отстоял когурёский язык, который иногда сближают с японским языком.